# نديم اوتشار
نديم اوتشار (بالتركية: Nedim Uçar)‏ ولد نديم اوتشار في 5 يناير عام 1945 ، يوجد لديه 20 أثر، ترجمت أعماله إلي اللغة الإنجليزية في 14 كتاب شعر وكتاب رواية وكتاب حكاية بالإضافة إلي 4 مسرحيات، وقد حصل على الجوائز الأدبية داخل وخارج الوطن.
تنعكس في أعماله مفهوم القافية ووزن الأدب الشعبي في عصر الجمهورية، وتظهر في أشعاره المشاعر الإنسانية مثلا الوحدة واليأس والأمل والحب والاشتياق والفراق والطبيعة.

## حياته
ولد عام 1945 في قرية كوشاكتاش منطقة باكتاش مدينة نفشيهير، أنهي دراسته في اكاديمية الشرطة وكلية شرطة أنقرة ثم أكمل دراسته في كلية الحقوق وكلية التربية جامعة أنقرة، أخذ الدكتوراه في الأدب العالمي من جامعة كاليفورنيا في أمريكا إلي جانب شهادات الخبرة في مجال الوثائق التاريخية والأحجار المعدنية القيمة والنصف قيمة، بعد تخرجه من كلية الهندسة المعمارية جامعة الأناضول عمل في وظائف عديدة في كثير من المدن منهم: قائد شرطة ومدير لمدرسة الشرطة ومدير أمن المدينة، وعندما كان مستمرا في عمله برتبة مدير الأمن فئة 1 في مديرية الأمن العام عام 2005 تقاعد المفتش العام عن منصب رئيس مجلس التفتيش.
كتب نديم اوتشار أشعاره الأولي في سنوات الطفولة وتناول في أشعاره العشق الإلاهي، الطبيعة، الحب، المواضيع السياسية، جمال السماء اللا محدود والمواضيع اليومية، واستخدم داخل أشعاره قواعد وزن الهجا. كما كتب بوزن العروض والأشعار الحرة، فالشعر هو لغة كونية للإنسانية جمعاء حتي أنه كان يدافع عن الهيكل الموحد للكون.
أخذت أشعار نديم اوتشار صدي كبير في الكثير من الكتب الثقافية، الموسوعات، المجلات والصحف المطبوعة داخل الوطن وخارجه بالإضافة إلي التلفزيون وبرامج الراديو، يقول نديم (سافرت إلي خمس قارات وسبع مناخات وأربع فصول ووصلت إلي قطرة قطرة من ينبوع المحيط)
فاز الشاعر بأكثر من 190 درجة وجائزة في مسابقات في تنظيم الشعر الوطني والدولي والإقليمي والملاحم والحكايات والشعارات والأناشيد.
وفي عام 1993 شارك نديم في المهرجان العالمي الرابع عشر للشعراء في كندا وأمريكا والمكسيك بناءاً علي دعوة الاكاديمية العالمية للفن والثقافة. وفي عام 1994 أعطت جامعة كاليفورنيا للشاعر نديم اوتشار لقب ودبلومة الدكتوراه في مدينة طاباي جمهورية الصين.
شارك الشاعر الكاتب الدكتور نديم اوتشار فيما بين شهر سبتمبر 2009 ويناير 2010 في المعرض الاروربي الثامن للكتاب الذي نُظم في قرية دويسبرج الألمانية بدعم الجمعية الثقافية لكبادوكيا والنيفشهريين، وقد وجد هذا في 23 مكان منفصل من القري الألمانية وفي البرامج الثقافية والتلفزيون والراديو. 
وشارك الشاعر والكاتب نديم اوتشار في حفلة السنة الخمسون للفن عام 2010، وكانت الحفلة رائعة للغاية وشارك فيها جمعية كبادوكيا والنفشهريين بالإضافة إلي تركيا وألمانيا وهولندا وبلجيكا وشارك فيها الكثير من الدول والمدن وتم الاحتفال بمشاركة الفنانيين ورجال العلم والكتاب والشعراء الأجانب في برامج التلفزيون.
وفي عام 1999 دخل لجنة التجهيزات لوزارة التعليم القومي للجمهورية التركية
بكتاب يسمي تركيتي للقسم الثامن الابتدائي.
ومن أشعار نديم اوتشار 380 واحدة ألفها الملحنين في فرع الموسيقي التركية و 5 في فرع الموسيقي الشعبية التركية و 2 في فرع الموسيقي الخفيفة و 12 في فرع أغاني الأطفال بالإضافة إلي انه قد قبلت 8 من أشعاره للأناشيد الرسمية، وقد ترجمت أشعاره إلي 168 لغة وشارك الشاعر بأعماله في برامج التلفزيون والراديو ومهرجانات الشعر والندوات والحقات الدراسية وكان من ضمن شعراء المؤتمر الدولي والوطني.
ولقد جهز الشاعر 27 رسالة علمية في مجالات أكاديمية مختلفة في العديد من الجامعات.
يوجد كتاب وصايا للشاعر في وزارة التعليم للجمهورية التركية وكتب بعنوان دكتور نديم اوتشار في المكاتب المتصلة بوزارة الثقافة للجمهورية التركية ويمكن يمكن تناول كتاب وثائقي قيم في الأرشيف به أكثر من 4000 من الأشعار والوثائق، الشاعر متزوج وله ثلاثة من الأبناء وحفيدين.

## أعماله المطبوعة

### كتب الشعر
1. اليتيم 1974
2. أجئ مع المطر 1991
3. ليالي الوردة الجافة 1992
4. غمزة النجوم 1992
5. النجوم الساقطة علي كفوفي 1992
6. وقت ضوء النهار 1993 التركية - الإنجليزية
7. الدنيا حديقة الصداقة 1993 التركية - الإنجليزية
8. المياه المهتزة 1992 التركية - الإنجليزية
9. النجوم تصغر في يدي 1994
10. الوادي الأخضر 2000 (بدأ بالحب والأمل)
11. أنهار قلبي 2009 (رباعيات)
12. الحنين إلي سيلاي 2010
13. عمر مضي في الطريق 2013 (مانيات)

### الكتب المترجمة
1. مائة قطرة: ترجمت بحروف روسية إلي الأوزباكية عام 2011 ، الشاعر: هاسيت روستامون.
2. حياة الوحدة: ترجمت إلي الآذرابيجية التركية عام 2011 ، البروفيسور الدكتور التسين إسكندر زاده.

### كتاب الرواية
1. لماذا هم لم يشعروا بالبرودة 1992 .

### كتاب الحكاية
1. سلسلة حكايات نصر الدين هوجا 1992 .

### الأعمال المسرحية
1. نسور الليل 1992 .
2. مركز شرطة الأمن 1993 .
3. مأزق الأمن 1994 .
4. يوم 24 ساعة 1995 .

المنظمات الأدبية والثقافية والفنية المسجل بها:
1. الجمعية التركية للعمال العلمية والأدبية، عضواً أصلي ونائب رئيس المنطقة.
2. الجمعية المهنية لأصحاب الأعمال الموسيقية في تركيا، عضو أصلي.
3. الأكاديمية العالمية للفن والثقافة، عضو أصلي.
4. الاتحاد التركي للكتاب، عضو أصلي.
5. اتحاد شعراء إسكي شهير، عضو أصلي.

## الجوائز والدرجات التي حصل عليها
1. 1964 الجائزة الثانية للشعراء في مسابقة الشعراء الجدد في جريدة الحرية بشعر بعنوان (صنع الفيضان)، أنقرة.
2. 1989 جائزة البث في مسابقة ناطي شريف التي أعدتها المؤسسة الدينية في تركيا بشعره المسمي ب (يبدأ معك)، أنقرة.
3. 1989 جائزة مانسيون بشعر بعنوان (دليل الحب) في مسابقة يونس إمرة الشعرية الدولية، إسكي شهير.
4. 1990 جائزة مسابقة يونس إمرة الشعرية الدولية بشعر بعنوان (يونس الذي في القلوب)، إسكي شهير.
5. 1990 الجائزة الثانية في مسابقة كاراجولان الشعرية الدولية بشعر بعنوان (سلام)، ادانه.
6. 1990 جائزة المانسيون الأولي في مسابقة الفن والموسيقي التركي لأغاني الأطفال الذي نظمته وزارة الجمهورية التركية بعمله المسمي ب (كوروغلو) الذي لحنه الملحن حسين أرباي، إسطنبول.
7. 1990 جائزة مانسيون بعمله المسمي ب (هو حب يونس) الذي لحنه املحن فتحي كارماهموت اوغلو في مسابقة الفن الموسيقي التركي لأغاني الأطفال الذي نظمته وزارة دولة الجمهورية التركية، إسطنبول.
8. تم قبول النشيد الرسمي الذي كتبه من أجل مدراس الشرطة الذي لحنه الملحن حسن سوسيال والنشسد الرسمي لمديرية الأمن العام، أنقرة.
9. 1991 حصل علي جائزة مانسيون بعمله المسمي ب (شجرة الأماني) الذي لحنه الملحن فاروق شاهين في مسابقة الأغاني الموسيقية للفن التركي التي نظمتها مؤسسة الإذاعة والتلفزيون التركية، أنقرة.
10. 1991 الجائزة الأولي في مسابقة الشعر التي نظمتها مجلة الحوادث بعمله المسمي ب (حب يونس)، إسطنبول.
11. 1991 تم اختيار الاشاعر في نهاية التقييم الذي أعدته مجلة الموسيقي، إسطنبول.
12. 1991 الجائزة الأولي في المسابقة الدولية التي أعدت بسبب عام حب يونس إمرة العالمي بشعر اسمه (يوجد يونس)، آق شهير.
13. 1991 تم قبول النشيد الرسمي الذي كتبه لمديرية الأمن العام والنشيد الذي كتبه لكلية الشرطة والذي لحنه الملحن حسن سوسيال، أنقرة.
14. 1991 جائزة مانسيون الاولي في مسابقة كاراجوغلان الشعرية الدولية بشعر اسمه (ملحمة كاراجوغلان)، أدانة.
15. 1992 أخذت وزراة التعليم القومي للجمهورية التركية القرار بتدريس الكتاب المسمي ب (سلسلة حكايات نصر الدين هوجا) في مدارس التربية والتعليم، أنقرة.
16. 1992 جائزة لجنة الحكاية الخاصة، بشعر اسمه (قراءة كتاب) في المسابقة التي نظمتها وزارة الثقافة للجمهورية التركية بمناسبة عام قراءة الكتاب، أنقرة.
17. 1992 تم إتخاذ عمله المسمي ب (ما هو اسم الأطفال) الذي لحنه الملحن حسن آرباي في مسابقة الاغاني التركية الموسيقية للأطفال الذي نظمته مؤسسة الإذاعة والتلفزيون التركية كرصد مسرحي، أنقرة.
18. 1992 جائزة مانسيون بشعر اسمه (من الممكن ان يكون غدا متأخر جدا) في مسابقة غنائية نظمتها مجلة الفن، إسطنبول.
19. 1993 تم إضافة كتابه الروائي المسمي ب (اماذا هم لا يشعرون بالبرد) إلي مكتبات وزارة الثقافة التركية، أنقرة.
20. 1993 جائزة مانسيون بشعره المسمي ب (رسالة برائحة الورد) في المسابقة الموسيقية الفنية التركية التي اعدتها جمعية اوسكودار الموسيقية، إسطنبول.
21. 1993 تم إتخاذ قرار بإضافة كتابه المسمي ب (سلسلة حكايات نصر الدين هوجا) إلي مكتبات وزارة الثقافة التركية، أنقرة.
22. 1993 شارك في المؤتمر الرابع عشر للشعراء وتمت دعوة المكسيك وأمريكا من أجل المشاركة في مراسم احتفالات المؤتمر العالمي الرابع عشر للشعراء، الذي أعدته أكاديمية الثقافة والفن العالمية والذي كان في مدينة مونتري، المكسيك.
23. 1993 جائزة مانسيون بعمل اسمه (الرسالة الأولي) في المسابقة التي نظمتها مؤسسة الإذاعة والتلفزيون، أنقرة.
24. 1993 جائزة مانسيون بشعر اسمه (رثاء إلي بوسنه) في مسابقة جولدن بول الولية للشعراء، أدرنة.
25. 1993 جائزة اونور بعمل اسمه (الحب بحرية) بالأكاديمية المتصلة بجامعة كاليفورنيا.
26. 1993 مؤتمر الشعراء العالمي في المكسيك وأمريكا للمرشحين للدكتوراه في الأدب العالمي من المؤسسة الإدارية، نيو يورك، أمريكا.
27. 1993 جائزة الإلقاء بشعر اسمه (ملحمة الوطن) في نهاية مسابقة جولدن بول الشعرية الدولية، أدانه.
28. تم قبول عمله المسمي ب (نشيد أكاديمية الشرطة الذي لحنه الملحن جوتشمن كنشيد رسمي لمديرية الأمن العام، أنقرة.
29. 1993 تم إتخاذ 24 عمل ملحن في فرع الموسيقي التركية كرصيد لمؤسسة الإذاعة والتلفزيون التركية لجنة الموسيقي، أنقرة.
30. 1993 جائزة مانسيون الأولي بشعر اسمه (غروب يوم في إزنيق)، إزنيق.
31. 1994 تم اختياره كعضو في المجلس الإداري لحركة الفن والثقافة، لوندرا، إنجلترا.
32. 1994 تم دعوته إلي الصين من أجل المؤتمر العالمي الخامس عشر التابع لأكاديمية الفن والثقافة العالمية، الجمهورية الصينية.
33. 1994 اُعطي لقب ودبلومة الدكتوراه الأدبية العالمية في تايوان - الصين، في المؤتمر العالمي الخامس عشر التابع للأكاديمية العالمية للفن والثقافة، تايوان - الصين.
34. 1995 الجائزة الثانية بعمله المسمي ب (نشيد معهد المقاييس التركية) في تقييمات مسابقة نشيد معهد المقاييس التركية، أنقرة.
35. 1995 الجائزة الخامسة في مسابقة ملحمة السيادة الوطنية التي نظمها المجلس القومي التركي الكبير في عامه الخامس وسبعون بشعر إسمه (ملحمة السيادة الوطنية)، أنقرة.
36. 1995 قبلت وزارة الداخلية عمله المسمي ب (نشيد العام المائة وخمسون) الذي لحنه الملحن البروفيسور الدكتور حكمت شمشيك في العام المائة والخمسون في المجلس التشكيلي للشرطة، أنقرة.